# Dendrobium nobile
Dendrobium nobile es una especie de orquídea con largos pseudobulbos y flores generalmente blancas con las puntas semirosadas que salen alternándose entre cada hoja a lo largo del pseudobulbo.
Es una especie de orquídea de hábito epifita.  Es una de las 50 hierbas fundamentales usadas en la medicina tradicional china, su nombre en chino es:  shí hú (石斛) o shí hú lán (石斛兰).

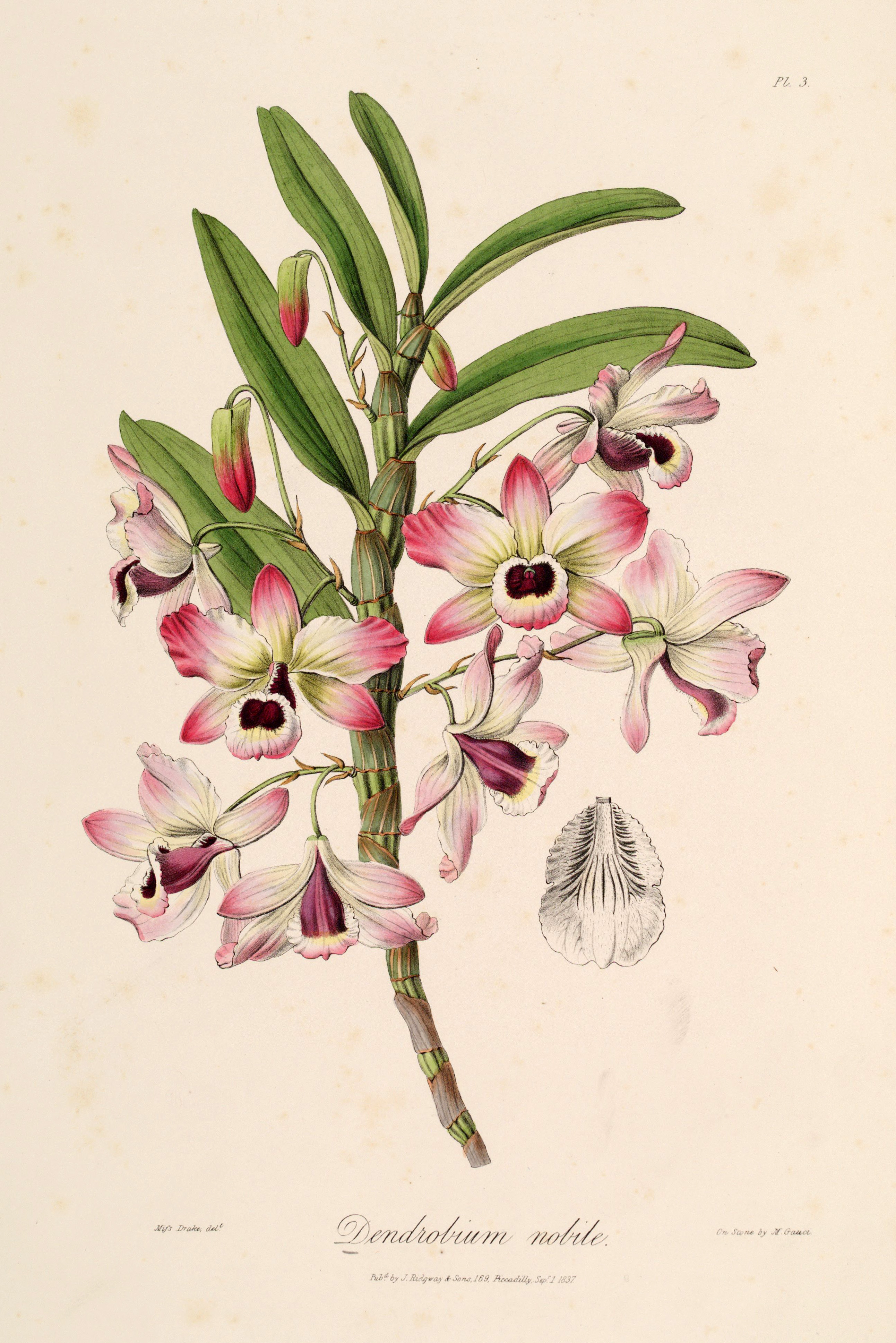
Ilustración

## Descripción
Dendrobium nobile es una orquídea simpodial que forma pseudobulbos.  El tallo es erecto y durante el período de floración forma flores en sus lados a lo largo de toda la longitud de la orquídea.  Esta especie tiene las raíces delgadas y blancas y el hábito de epífita.  

## Taxonomía
Dendrobium nobile  fue descrita por  John Lindley  y publicado en The Genera and Species of Orchidaceous Plants 79. 1830.
Etimología
Dendrobium: nombre genérico que procede de la palabra griega (δένδρον) dendron = "tronco, árbol" y (βιος) Bios = "Vida", en resumen significa "viven sobre los troncos de los árboles" (por su naturaleza epifita).
nobile: epíteto latíno que significa "notable, famosa".
Sinonimia
- Callista nobilis (Lindl.) Kuntze
- Dendrobium coerulescens Wall. ex Lindl.
- Dendrobium formosanum (Rchb.f.) Masam.
- Dendrobium lindleyanum Griff.[5][6]